# Песен за нибелунгите
„Песен за нибелунгите“ (на немски: Nibelungenlied) е епическа поема, написана на висок среднонемски. В нейния сюжетен център лежи съдбата на драконоубиеца Зигфрид, убийството му и последвалото отмъщение на съпругата му Кримхилда. Поемата е базирана на предхристиянски старогермански сказания и легенди, които са битували в устната фолклорна традиция още в периода 4 – 6 век. В произведението се усещат исторически преживелици на различни германски племена, а известни паралели могат да се направят със скандинавските саги, „Еди“-те и др.

## Авторство
Преобладаващите научни мнения предполагат, че „Песен за нибелунгите“ е написана от един анонимен поет, някъде между 1180 – 1210 г., в района между Пасау и Виена. Смята се, че творбата е дело на образован човек, най-вероятно представител на духовенството.
Въпросът за авторството на „Песен за нибелунгите“ има дълга и продължителна история в немското литературознание. Сред предположените имена са Конрад фон Фусесбрунен, Блигер фон Щайнах и Валтер фон дер Фогелвайде. Никоя от тези хипотези не е потвърдена и повечето от изследователите днес смятат проблема за неразрешим.

## Историческа основа
В поемата се усеща влиянието на старогерманските сказания и легенди, възникнали още в периода на Великото преселение на народите. „Песен за нибелунгите“ е най-важният и най-завършеният художествен синтез на тези героично епически сюжетни мотиви.
Историческо ядро на поемата се отнася по време към събития, станали през германския миграционен период, и по-специално поражението на бургундите от римския военачалник Флавий Аеций с помощта на наемниците хуни през 436 г. Други възможни влияния са враждата между франкските кралици Брунхилда и Фредегонда от 6 век, както и брака на Атила с бургундската принцеса Хилдико през 456 г.

## Сюжет
Въпреки че в началото на произведението авторът обещава и весели, и мрачни истории, „Песен за нибелунгите“ е трагична поема. Творбата се разделя условно на две части. В първата централни теми са женитбата на Зигфрид и Кримхилда, убийството на Зигфрид от Хаген и скриването на бургундското съкровище. Във втората част действието се гради около женитбата на Кримхилда с Етцел, плановете ѝ за отмъщение и битката между бургунди и хуни.